# Vetenskapsåret 1765

## Händelser

### Astronomi
- 8 februari - Nevil Maskelyne blir Astronomer Royal i England.[1]

### Teknik
- Okänt datum - James Watt lyckas konstruera en ångmaskin med separat kondensor.[2]

## Pristagare
- Copleymedaljen: ej utdelad

## Födda
- 7 mars - Joseph Nicéphore Niepce (död 1833), fransk uppfinnare (fotografering).
- 14 november - Robert Fulton (död 1815), amerikansk mariningenjör.
- 8 december - Eli Whitney (död 1825), amerikansk uppfinnare (Cotton gin).

## Avlidna
- 15 april - Michail Lomonosov (född 1711), rysk mångsidig vetenskapsman.
- 7 maj - Alexis Clairault (född 1713), fransk matematiker.
- september - Richard Pococke (född 1704), engelsk antropolog och upptäcktsresande.
- 25 december - Václav Prokop Diviš (född 1698), tjeckisk teolog, vetenskapsman, utvecklare av åskledaren.

### Fotnoter
1. ↑  ”1765”. The People's Chronology. Thomson Gale. 2006
2. ↑  Williams, Hywel (2005). Cassell's Chronology of World History. London: Weidenfeld & Nicolson. sid. 323. ISBN 0-304-35730-8